# Trollkarlen (seriealbum)
Trollkarlen (Fingers) är ett Lucky Luke-album från 1983. Det är det 52:e albumet i ordningen, och har nummer 50 i den svenska utgivningen.  

## Handling
En ny fånge, trollkarlen och illusionisten Snabbfinger, anländer till det fängelse i Texas där bröderna Dalton sitter inspärrade. Med gemensamma krafter lyckas Daltonbröderna och Snabbfinger fly, och Lucky Luke tar upp jakten på dem. Den intelligente, charmante, stilige, och vältalige Snabbfinger visar sig dock vara en utmaning långt svårare än Daltons.

## Svensk utgivning
- Morris; Lo Hartog Van Banda, (översättare: Jerk Sander) (1984). Trollkarlen. Lucky Lukes äventyr: 50. Stockholm: Bonniers Juniorförlag. Libris 7285524. ISBN 91-48-51000-9
- I Lucky Luke – Den kompletta samlingen ingår albumet i "Lucky Luke 1983-1984". Libris 10235040. ISBN 91-7134-351-2
- Den svenska utgåvan trycktes även som nummer 89 i Tintins äventyrsklubb (1991). Libris 7674112. ISBN 91-7904-283-X